# Cinéma expérimental
Le cinéma expérimental est une pratique artistique relevant à la fois des arts plastiques et du cinéma d'art et d'essai. Plus précisément, le cinéma expérimental s'est développé à partir de deux corpus : celui des avant-gardes littéraires et plastiques du XXe siècle et celui de l’histoire du cinéma.
C'est un art en soi, qui se développe en marge de l'industrie cinématographique et du système commercial de diffusion-distribution propre à celle-ci. Souvent esthétiquement hors-normes, il n'obéit pas à des règles prédéfinies, mais promeut ses propres codes expressifs, son esthétique et, souvent, ses modes de diffusion. Il s'est forgé, depuis les années 1920, une histoire spécifique. Cette histoire appartient néanmoins  à celle du cinéma.
Il convient de ne pas confondre cette pratique avec les premières expériences du cinématographe (autour de 1895) et, d'autre part, les éléments filmiques de nature expérimentale ou novatrice, tant sur le plan esthétique que technique, inclus dans des films diffusés dans les circuits commerciaux.

## Définition

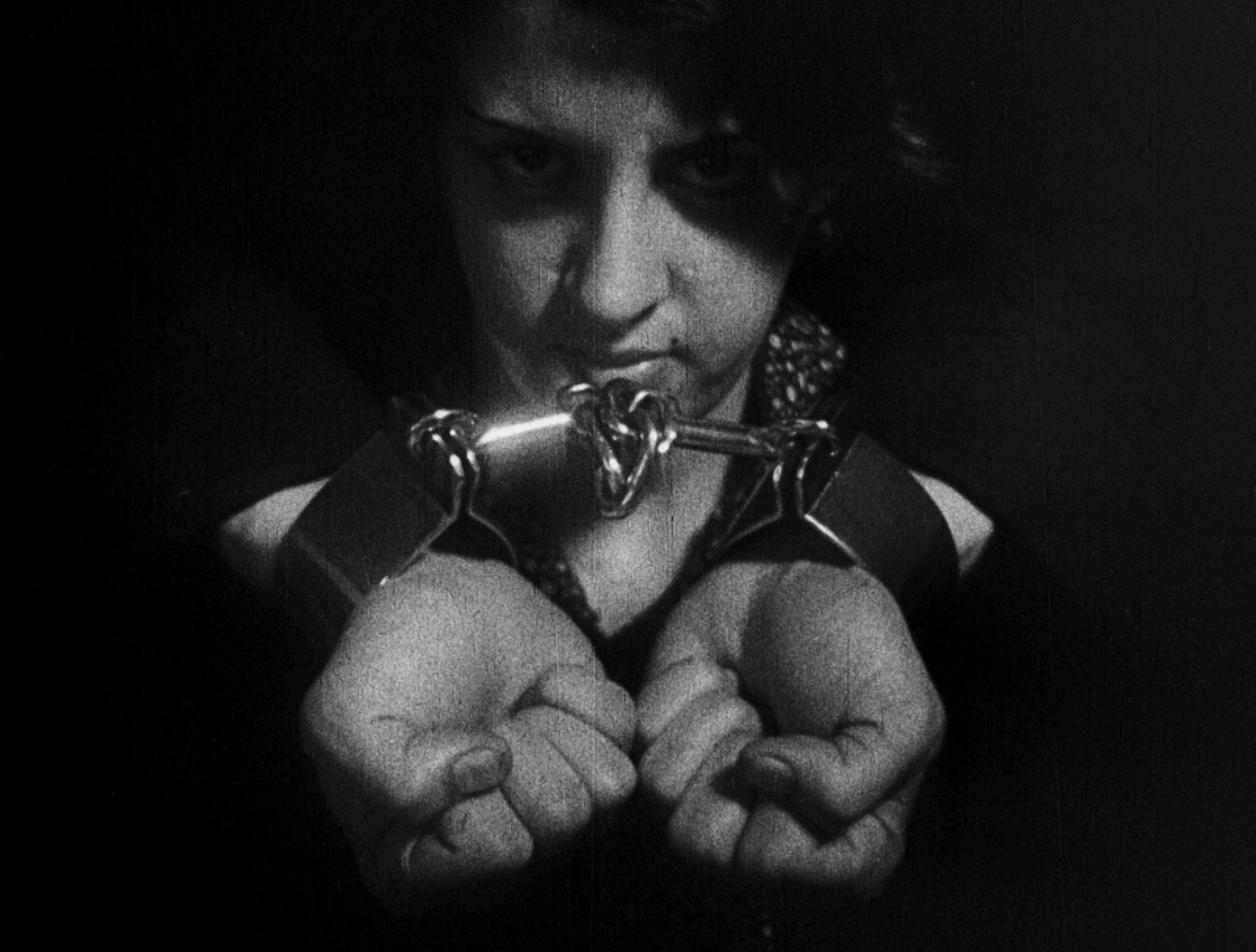
Film brésilien Limite (1931), de Mário Peixoto.

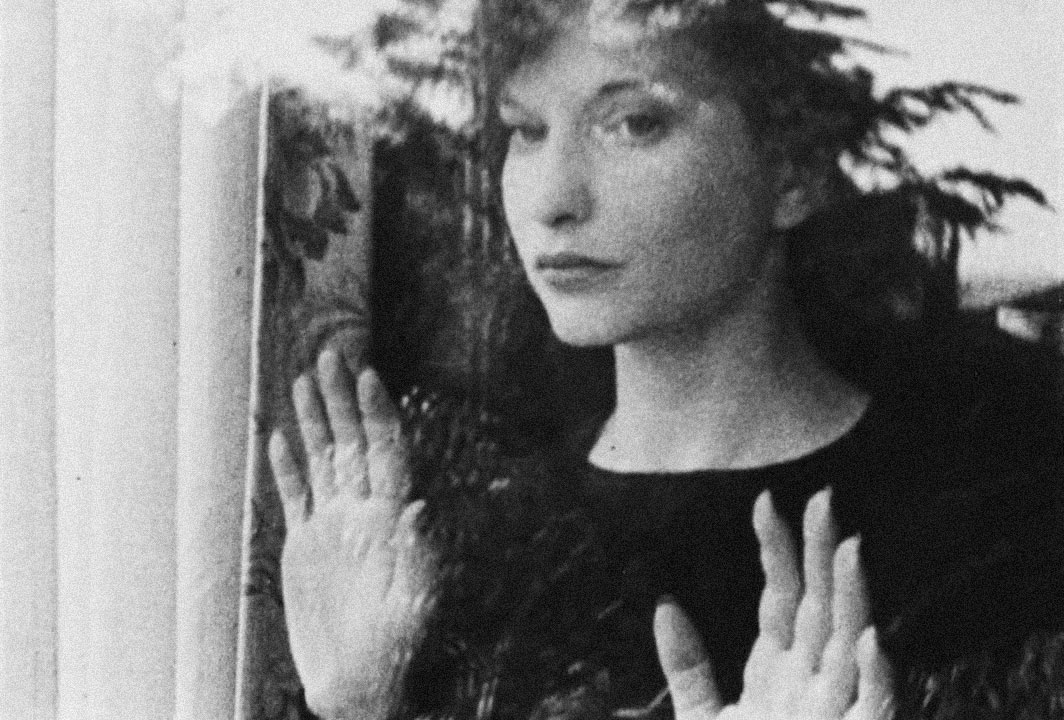
Image tirée du film Meshes of the Afternoon de Maya Deren qui représente Deren elle-même regardant par la fenêtre.

La notion d'expérimentation, si elle est importante, s'avère insuffisante à la définition du cinéma expérimental. De nombreux termes ont servi à le désigner, à partir de ses différents courants (« cinéma pur », « cinéma absolu », « cinéma d'art », « cinéma underground », etc.) On pourrait dire qu'un film est expérimental dès lors que sa démarche créatrice se situe, essentiellement, au niveau de la forme. Ceci implique souvent qu'il soit conçu, sinon entièrement hors de l'industrie du cinéma, du moins très fréquemment à ses marges, et sans considération des préoccupations industrielles, économiques, commerciales, scénaristiques, narratives, etc. Le cinéma expérimental va souvent à contre-courant des normes cinématographiques habituelles : en matière de durée, avec des films de 25 heures (Four Stars (en), d'Andy Warhol) ou d'1/24 de seconde (Le Film le plus court du monde, d'Erwin Huppert, et V.I.I. (Very Important Image), de Manuel Gomez) ou de narration (Empire, de Warhol, est un film de huit heures constitué de bobines mises bout à bout et cadrant en plan fixe l'Empire State Building).
Il peut être abstrait ou figuratif, mais il table fréquemment sur le primat des sensations, notamment quand, par des procédés comme l'abondance des surimpressions ou le montage rapide, il s'adresse directement à l'œil sans le détour par la pensée littéraire. C'est pourquoi il va puiser, dans ses pratiques expressives, du côté des techniques ou des modes de représentation propres à la musique (comme le cinéma lettriste d'Isidore Isou, de Maurice Lemaître et de Roland Sabatier ou à la peinture (comme les films de Stan Brakhage, de Len Lye ou de Leighton Pierce). Le cinéaste expérimental travaille couramment l'image projetée de manière plus plastique que narrative - dont il interroge l'identité matérielle en en montrant les phénomènes d'apparition et d'existence (mise en valeur de la pellicule par des ratures ou des signes tracés sur les photogrammes, jeu avec l'écran de projection ou le noir de la salle, travail sur le projecteur dont la vitesse de défilement est contrariée, etc. C'est pourquoi le directeur de la photographie Jimmy Glasberg écrit en 2002 que ce type de cinéma fait appel « à l’origine même de l’image avec la camera obscura (chambre noire) de Léonard de Vinci ou peut-être même avec l'allégorie de la caverne de Platon ». Pour l’universitaire Nicole Brenez : « un film expérimental considère le cinéma à partir, non pas de ses usages, mais de ses puissances ; et il s’attache aussi bien à les rappeler, les déployer, les renouveler, qu’à les contredire, les barrer ou les illimiter ».
Sous l'appellation de cinéma expérimental on regroupe finalement des courants et des écoles parmi lesquels le cinéma abstrait qui tend au cinéma graphique pur, le cinéma onirique ou surréaliste, le cinéma underground, le cinéma structurel, et d'une façon peut-être tardive et anecdotique l'Oucipo qui avec l'habituel regard humoristique de la potentialité, peut considérer très justement l'ensemble du cinéma expérimental comme un plagiat par anticipation. Le cinéma politique contemporain fait fréquemment appel aux principes du cinéma expérimental, et peut le rejoindre tant par le mode de production que par la démarche formelle. Dans une moindre mesure, le cinéma documentaire fait de même notamment quand il crée de l'image poétique tendant vers l'abstraction, ou quand il renouvelle ses propres règles dans le cinéma direct ou le free cinéma.
L'histoire du cinéma expérimental, théorisée notamment par P. Adams Sitney (en) aux États-Unis, dans les années 1970 (voir note 22), commence avec le précinéma, et court jusqu'à aujourd'hui, constituant ainsi un pan entier du cinéma vu comme expérimental. Ce cinéma parallèle, ce « deuxième cinéma », encore assez peu connu, était, depuis sa scission d'avec le cinéma commercial et industriel, mais aussi d'avec les avant-gardes historiques et pluridisciplinaires (à l'époque où il n'avait pas d'épithète durable et fédératrice, et où il se rattachait à ces avant-gardes), vers les années 1930, presque totalement absent des « histoires » officielles du cinéma. Le travail des historiens et des critiques le fait entrer, dans les années 1980 et 1990, dans le Dictionnaire Larousse du cinéma et dans l’Encyclopædia Universalis, tandis que les ouvrages spécialisés se multiplient. L'arrivée du numérique, dans les années 2000, permet au cinéma expérimental une plus grande visibilité, grâce, notamment, aux nouvelles technologies d’affichage et de réalisation en direct qui permettent une collaboration étendue avec d’autres disciplines, en premier lieu, la musique et la danse.

## Historique
Le cinéma expérimental s'inscrit dans la continuité des travaux artistiques accomplis dans le cadre des avant-gardes historiques des années 1920, comme le futurisme, le dadaïsme ou le surréalisme qui furent des mouvements pluridisciplinaires.

### Origines
Les mots « expérimental » et « cinéma » sont directement liés, pour la première fois, en 1930 avec la publication de la revue américaine Experimental Cinema (1930-1934). L’apparition du cinéma sonore et la fin du mécénat marquent l'arrêt des premiers courants avant-gardistes au cinéma (dadaïsme, surréalisme ou apparentés dans les pays producteurs. Érik Bullot écrit : « 1929 marque un reflux de l'avant-garde en France et en Allemagne, dû en partie à l'apparition du cinéma sonore et aux coûts de production plus élevés. Nombre de cinéastes et d'artistes se sont tournés vers des formes documentaires ou publicitaires.
Des cinéastes insèrent, dans certains longs métrages narratifs des années 1920-1930, des séquences abstraites. Ainsi de celle du manège pris par la vitesse dans Cœur fidèle (Jean Epstein, 1923), de maints passages de montage ultrarapide de La Roue (Abel Gance, 1921). Des films relevant de cette sensibilité moderniseront cependant le cinéma français (La Glace à trois faces, Jean Epstein, 1927, L’Argent, Marcel L’Herbier“, 1928). Des films s’inspirent, sous d’autres latitudes, de ce « courant » ailleurs qu’en Europe : Une page folle (Teinosuke Kinugasa, 1926, Japon) et Limite (Mário Peixoto, 1931, Brésil).
Mais c'est surtout le climat politique qui inquiète son devenir ». Mais, immédiatement, hors des lieux fondateurs (France, Allemagne, Italie), apparaissent des courants informels, non liés à une quelconque doxa, et qui sont souvent le fait de militants, d'amateurs ou de critiques, comme c'est le cas aux États-Unis : Lewis Jacobs (en), Robert Florey, James Sibley Watson (en) ou Melville Folson Webber. Ce courant américain sera réévalué au début des années 2000. Sous le titre Unseen Cinema, early american avant-garde Film 1894-1941, qui rencontre un fort écho critique et public. Des courants spontanés naissent, également, dans les années 1930, en Pologne, en Tchécoslovaquie, en Suisse, en Belgique. C'est dans ce dernier pays qu'est créé, en 1949, à Knokke-le-Zoute, le premier festival international du genre, dénommé aussi EXPRMNTL, qui connaîtra seulement cinq éditions : en 1949, en 1958 - cette dernière déplacée à Bruxelles -, en 1963, en 1967 et en 1974, et sera un rendez-vous incontournable pour les amateurs du genre.
En 1952, Hans Richter écrit : « Ainsi une tradition, provisoirement interrompue par les orages politiques européens, a été reprise par une jeune génération disséminée ici et là. Il est certain, aujourd'hui, qu'elle ne sera plus rompue mais qu'elle ira en s'élargissant ».
Dès 1951, les films lettristes d'Isidore Isou (Traité de bave et d'éternité), de Maurice Lemaître (Le film est déjà commencé ?), de Gil J Wolman (L'Anticoncept) renouent avec une certaine tradition post-dadaïste (travail sur la matériau film qui est gratté, lacéré; disjonction de la bande-image et de la bande-son), tandis qu'émerge, aux États-Unis, dans les années 1940, un cinéma qualifié d'abord de post-surréaliste (par Jean Mitry notamment : voir biblio) avec les travaux de Maya Deren, Ian Hugo, Kenneth Anger ou Gregory Markopoulos (en); les deux derniers deviendront des figures majeures du cinéma underground. En 1958, Stan Brakhage tourne Anticipation of the Night, un film ou le montage à la prise de vue, à l'intérieur de la caméra, les solarisations variées, créent une matière visuelle et lyrique qui rompt avec les précédents travaux du cinéma expérimental. Dans les années 1960, les catégories ou genres se multiplient : cinéma underground, lyrique, structurel. P. Adams Sitney en fera une cartographie dans son livre Le Cinéma visionnaire (note 22).

### Création d'un milieu spécifique
Le milieu s’organise à un niveau pratique (condition nécessaire au développement de la distribution et de l'émergence de critiques liés au mouvement, et donc les connaissant de l'intérieur) quand Jonas Mekas et ses amis fondent, en 1962, à New York, The Film-Makers' Cooperative (en), le premier organisme de diffusion, non capitaliste, de cinéma indépendant et expérimental : en effet, les cinéastes y gèrent, eux-mêmes, la location et la distribution de leurs films; un pourcentage revenant à l'artiste, le reste permettant à la structure d'exister. En France, trois coopératives se créent sur ce modèle : le Collectif Jeune Cinéma en 1971, la Paris Films Coop. en 1974 (aujourd’hui Cinédoc Paris Films Coop), et l'association Light Cone en 1982. Des coopératives naissent dans de nombreux pays : Grande-Bretagne, Allemagne, Italie, Canada, Australie… Dans l'ouvrage collectif rédigé par des spécialistes internationaux, Cinémas d'avant-garde (expérimental et militant) (CinémAction no 10-11, printemps-été 1980), pour tous les pays étudiés (États-Unis, Canada, Grande-Bretagne, Irlande, Allemagne fédérale, Danemark, Suède, Hollande, Belgique, Suisse, Italie, Espagne, Portugal, Monde arabe, Grèce, Turquie, Iran Amérique latine, Australe, Japon, Europe de l'Est et France), une liste d'adresses de collectifs expérimentaux et militants suivait chaque texte.
Cette diversité de réalisations se fédère lorsque Jonas Mekas et P. Adams Sitney (en) parcourent le monde, à la fin des années 1960, pour présenter une sélection du New American Cinema. Des cinéastes anglais, danois, allemands, français, etc., s'aperçoivent, alors, qu'ils ne sont pas isolés. L'idée d'un cinéma expérimental international prend corps et forme lorsque paraissent de nombreux ouvrages au cours des années 1970. P. Adams Sitney publie, en 1974, Visionary Film. The American Avant-Garde (traduit en français et mis à jour en 2002 sous le titre Le Cinéma visionnaire : l'avant-garde américaine 1943-2000), qui dote ce cinéma d'une histoire, de tendances, d'écoles. Des « écoles nationales » seront rattachées, à partir des années 1970, par des critiques et des historiens tels que, entre autres, Scott MacDonald, David Curtis, Dominique Noguez, Paolo Bertetto (it), Xavier Garcia Bardon, Dominique Païni, Yann Beauvais, Raphaël Bassan ou Nicole Brenez aux avant-gardes historiques et aux catégories de cinéma américain contemporain décrites ou théorisées par Sitney (Cinéma lyrique, cinéma graphique, cinéma structurel…). Mais d'autres courants (l'École du corps, le cinéma post-structurel, abstrait, le film sans caméra, le cinéma élargi…) apparaissent dans divers pays. À partir des années 1980, un dialogue commence avec l'art vidéo et l'art numérique, comme développé à la fin du texte.

### Les laboratoires d'artistes
Au niveau de la postproduction, les laboratoires professionnels rechignant à développer des films qui ne font pas appel pas à des données standard d’éclairage, de développement, des laboratoires artisanaux — qui récupèrent tables de montage, visionneuses, etc., abandonnées par les grands labos qui se mettent, progressivement, à la vidéo et au numérique — vont se former. Dès 1966, la London Film-Makers' Co-op (en), à peine créée, se dote, dans ses murs, d’un laboratoire artisanal qui permet aux cinéastes de maîtriser la plupart des étapes de la création et de la finition de leurs œuvres. Il faudra, néanmoins, attendre les années 1990 pour qu’un véritable réseau international de laboratoires indépendants se mette en place. En 1992, les membres du groupe Metamkine montent, à Grenoble, l’Atelier MTK, afin d’initier les cinéastes de passage au maniement des outils de montage ou de développement. Un grand nombre de laboratoires d'artistes se forment en France; par exemple : L’Abominable en 1996 et L'Etna (1997) pour Paris et sa région, Mire (1996) pour celle de Nantes, Ad libitum Atelier cinématographique (1999) en Isère, Burstscratch à Strasbourg (1995) et plus récemment le Laboratoire Bioskop en Aveyron. De nombreuses structures de ce type pratiquent, aujourd'hui, aussi bien l'argentique que le numérique (Atelier 105 de Light Cone (2014)). Des réunions internationales entre labos ont lieu à des dates irrégulières. Un travail universitaire de 2015 fait le point sur la pensée du cinéma expérimental, d’hier et d’aujourd’hui, à travers les paroles et les actions d’un bon nombre de ses représentants actuels (collectifs de diffusions, critiques, laboratoires), ses définitions, le fonctionnements de ses structures, ou la manière de tourner.
Le réseau Filmlabs regroupe désormais 27 laboratoires indépendants, dont 9 en France.

### Documentation
En 2000, se tient, à la Cinémathèque française, la plus vaste rétrospective du genre jamais réalisée en France : "Jeune, dure et pure ! Une histoire du cinéma d'avant-garde et expérimental en France", sous la direction de Nicole Brenez et Christian Lebrat qui en tirent, l'année suivante, un livre homonyme de près de 600 pages (coédité par La Cinémathèque française et les Éditions Mazzotta). Un très grand nombre de collaborateurs y participent, des textes rares des années 1920 et 1930 sont réédités, tous les aspects de ce cinéma des origines (le précinéma) à l'aube du XXIe sont examinés et analysés.
Il existe, depuis 1985, une maison d'édition de livres spécialisés (Paris expérimental), fondée et dirigée par Christian Lebrat (qui a publié des livres essentiels traduits pour la première fois en français), et des éditeurs de vidéo et de DVD expérimentaux, tels la société Re:Voir Vidéo, créée en 1994 par l'Américain Pip Chodorov, ou le label Lowave, fondé en 2002 par Marc Horchler et Silke Schmickl et sont tous deux basés à Paris : ces structures facilitent la connaissance de ce cinéma sur le territoire national mais aussi dans le monde. Parallèlement, Frédérique Devaux et Michel Amarger poursuivent depuis 2000 la réalisation d'une série documentaire Cinexpérimentaux, sortes de monographies sur des artistes contemporains (Hanoun, Dwoskin, Rousset, Ostrovsky, Karabache…) après avoir terminé en 2010 un long métrage sur les pratiques du cinéma expérimental sur quatre continents (Cinémas de traverse).
La Bibliothèque du cinéma François-Truffaut a édité, en mars 2011, sous le titre Cinéma expérimental et art vidéo, un catalogue bibliographique de 114 pages, qui recense par genres ou sous-genres (cinéma expérimental, avant-garde, essais filmés, films abstraits), pays, cinéastes et artistes, livres, articles, revues de presse, une part importante de son fonds concernant le sujet. Le dossier se termine par une sélection de DVD de films de certains cinéastes cités précédemment et de documentaires sur des artistes. Le Centre de documentation de Light Cone offre un ensemble exceptionnel de documents et de films en consultation sur les classiques de l'avant-garde comme sur les pratiques filmiques contemporaines. Il intègre depuis 1999 la collection des Archives du Film Expérimental d'Avignon (Afea).

### Enseignement
(novembre 2013).
L’enseignement théorique du cinéma en général fait une apparition tardive en France : après 1968. En son sein, un enseignement spécifique du cinéma expérimental s’y développe, dès les années 1970, avec les pionniers Dominique Noguez (Paris 1 - UFR Saint-Charles), Claudine Eizykman (en) et Guy Fihman (Paris VIII, Vincennes puis Saint-Denis). Aujourd'hui des universitaires comme Nicole Brenez (Paris 1 puis Paris 3), Philippe Dubois, Christa Blümlinger, Dominique Willoughby, Yann Beauvais, Frédérique Devaux, Katerina Thomadaki (Paris-I - UFR Saint-Charles), Prosper Hillairet, Stéphane Marti, Patrick de Haas, Éric Thouvenel à l'université Rennes-II, Grégoire Quenault à l'université de Picardie, Jean-Philippe Trias à l'université Montpellier-III ou Dario Marchiori à l'université Lumière-Lyon-II enseignent, entre autres, le cinéma expérimental.
Comme l’écrit Vincent Deville, à l'occasion de la programmation du cycle Jeune, dure et pure !, programmé par la Cinémathèque française en 2000 : « Ce travail de programmation est directement lié à une conception nouvelle de l’enseignement, complétant une cinéphilie classique par une ouverture sur l’expérimental. Par ce biais, quelques universitaires réussissent aujourd’hui à renouveler l’intérêt que l’on peut porter au cinéma. La fin des années 1990 semble annoncer un tournant dans la perception des images. Les choix esthétiques ne se feraient plus selon un ordre normé et classique, mais succomberaient davantage à une soif d’images protéiformes enrichies d’apports intertextuels. Ainsi, la réflexion sur le cinéma peut tout aussi bien être alimentée par saint Augustin ou une publicité contemporaine que par Jean Mitry ou Georges Sadoul. Ce qui ramène le cinéma dans la continuité d’un discours sur l’histoire de l’art – pictural ou autre –, tout en le reliant à son époque ».

### Diffusion
En France le Centre Pompidou et la Cinémathèque française programment régulièrement du cinéma expérimental. D'autres institutions, aussi, le font, mais de manière plus sporadique. Le champ est vaste qui englobe programmations ponctuelles de monographies de cinéastes (par exemple Guy Maddin, en 2009, à Beaubourg ou Paolo Gioli, en 2010, à la Cinémathèque), présentations d'œuvres marquantes, précédées de conférences, ou, encore, mise sur pied de partenariats avec des manifestations comme les Rencontres internationales Paris/Berlin/Madrid consacrées aux nouveaux médias, films expérimentaux, art vidéo, essais documentaires, installations accueillies, chaque année, par le Centre Pompidou, pour la partie française de l’événement.
Des festivals de courts métrages, comme le Festival international du court métrage de Clermont-Ferrand, Côté Court à Pantin, ou le Festival tous courts d’Aix (section : Aixpérimental) ont des sections laboratoire ou expérimental. La multiplication de festivals de courts métrages a favorisé, ces dernières années, la visibilité du cinéma expérimental, composé majoritairement de films courts, car moins chers à fabriquer.
La manifestation pionnière, en France, fut le Festival international du jeune cinéma de Hyères (1965-1983) qui programmait, à l’origine, des œuvres de tous formats issues des cinématographies émergentes (nouvelles vagues tchèque, brésilienne, premiers essais de Philippe Garrel). Des films expérimentaux y sont présentés dès les débuts. En 1973, une section spéciale, dénommée Cinéma différent, est créée dans laquelle, durant une décennie, ont pu être montrées, tous les ans, de grandes variétés de films expérimentaux (appelés, aussi, différents) en provenance du monde entier. Marcel Mazé, le délégué général de la section Cinéma différent de Hyères, et président du Collectif Jeune Cinéma, initie, en 1999, avec d’autres cinéastes et cinéphiles, le Festival des cinémas différents et expérimentaux de Paris, dirigé par différents directeurs élus chaque année lors d'un vote à l'Assemblée Générale de l'association. Se sont ainsi succédé Sarah Darmon, Bernard Cerf et Laurence Reboullion, Angélica Cuevas Portilla et Gabrielle Reiner et Frédéric Tachou ; Bernard Cerf introduit, pour sa douzième édition (en décembre 2010), une section compétitive et rajoute le mot expérimental dans son nom. Ce festival est une émanation du Collectif Jeune Cinéma, organisme qui programme, aussi, des séances régulières et édite le trimestriel étoilements. La coopérative Light Cone organise des séances régulières via sa branche programmatrice Scratch et Scratch Collection (2019) et propose tous les deux ans une nuit du cinéma dit « élargi »: Scratch Expanded. Light Cone organise tous les ans un Preview show des nouvelles acquisitions de son catalogue pour les programmateurs internationaux. L'association participe par ailleurs à la programmation de nombreuses manifestations (Le Bal, cinémathèques, galeries et musées…) et propose l'accès à son catalogue sur son site. L'association Braquage/Aménagements expérimentaux programme des séances de films expérimentaux, ainsi que d'autres structures de diffusion, comme Le 102 à Grenoble, ou l'association Mire à Nantes.

## Perspectives du cinéma expérimental
Dans les dernières années du XXe siècle, l'espace muséal français fut réorganisé, et la plupart des musées (le Louvre, le musée d'Orsay, la galerie nationale du Jeu de Paume…) ont été dotés d'auditoriums qui permettaient la projection de films, en rapport ou non avec les expositions temporaires. Ces films étaient souvent des films anciens (muets pour Orsay), des documentaires ou des films expérimentaux. L'institution pionnière en la matière fut le Centre Pompidou qui, dès 1975 (deux ans avant son ouverture au public), préconisait la conservation et la présentation de films au même titre que des œuvres d'art plastique. Selon la loi no 75-1 du 3 janvier 1975 : « (cet établissement) assure le fonctionnement et l'animation, en liaison avec les organismes publics ou privés qui lui sont associés, d'un ensemble culturel consacré à toutes les formes de la création artistique, notamment dans le domaine des arts plastiques, de la recherche acoustique et musicale, de l'esthétique industrielle, de l'art cinématographique, ainsi qu'à la lecture publique ».
Aujourd'hui, une ouverture possible se trouve dans l'art contemporain sous la forme d'installation vidéo ou pellicule, ou encore d'investissement direct de la salle de projection comme dispositif symbole du cinéma. On peut pour cela citer les artistes Pierre Huyghe, Philippe Parreno, Matthew Barney, Isaac Julien, Douglas Gordon… En 2006 et 2007, Philippe-Alain Michaud (es), responsable du MNAM du Centre Pompidou, organisait une exposition, Le Mouvement des images, dans laquelle films expérimentaux, vidéos d'artistes et œuvres plastiques dialoguaient. Cette manifestation participe d'un courant de pensée qu'on nomme le « cinéma exposé », et qui préconise la sortie des films (expérimentaux) des salles de cinéma pour rejoindre les cimaises des galeries et musées. Théorie soutenue, notamment, par Dominique Païni.
Les défenseurs du cinéma expérimental, de l’art vidéo et de l’art numérique unissent leurs efforts, à la fin des années 2000, sur la question cruciale de la conservation culturelle et patrimoniale de ce que l’on nomme maintenant, faute de mieux, les Time Based Medias. La revue Art Press consacre un numéro hors série, en janvier 2009, à cette question.
Le Collectif 24/25, ainsi nommé en référence aux vitesses de défilement du film argentique et de la vidéo, se forme en 2007. Ce groupe de travail rassemble des représentants d’institutions publiques ayant la charge de collections audiovisuelles (Archives françaises du film/ CNC, BNF, Centre national des arts plastiques, Institut national de l'audiovisuel, musée d'Art contemporain du Val-de-Marne, musée d'Art moderne de Paris, musée national d'Art moderne/collections Film et Nouveaux Médias du centre Pompidou) et d’associations dont l’objet est la distribution et la sauvegarde du cinéma expérimental et des vidéos d’artistes : Light Cone, le diffuseur Le Peuple qui manque, l'association Circuit-court, le Collectif Jeune Cinéma, le collectif Heure exquise !, l'association pointligneplan, Instants vidéo, Cinédoc, Vidéoformes. Leur but est de mutualiser leurs banques de données respectives et de les mettre en ligne via un vaste portail.
En 2009, Light Cone a piloté ce projet et a conçu, avec l'aide de ses partenaires, le portail 24/25. Il s’agit d’un outil de recherche dans sept (mais bientôt treize) archives et collections audiovisuelles françaises consacrées aux images en mouvement : cinéma d'avant-garde et expérimental, films d'artistes, art vidéo, cinéma d'exposition, documentaires de création, essais filmiques… Ces ensembles, d’une parfaite complémentarité, permettent de couvrir un immense corpus d’œuvres uniques représentant tous les grands mouvements d’avant-garde depuis les années 1920 jusqu’à la création contemporaine la plus récente. L’internationalité des travaux représentés constitue un ensemble fédéré d’œuvres totalement exceptionnel en Europe. Le ministère de la Culture français a alloué des subventions pour la numérisation des collections de chaque structure.

#### Ouvrages
Par ordre alphabétique des noms des auteurs.
- François Albera, L'Avant-Garde au cinéma, coll. Cinéma, Armand Colin, Paris, 2005
- Raphaël Bassan & Guy Hennebelle (sous la direction de),  Cinémas d'avant-garde (expérimental et militant), CinémAction, no 10-11, Papyrus, printemps-été 1980
- Raphaël Bassan, Cinéma et abstraction : des croisements, in Cahiers de Paris expérimental, numéro 25, 2007
- Raphaël Bassan, Cinéma expérimental. Abécédaire pour une contre-culture, Yellow Now, Crisnée, Belgique, 2014[62].
- Maria Klonaris/Katerina Thomadaki (sous la direction de), Technologies et Imaginaires. Art cinéma/vidéo/ordinateur, Paris, DisVoir, 1990
- Raymond Bellour, L'Entre-Images : photo, cinéma, vidéo, La Différence, Paris, 1990
- Maria Klonaris/Katerina Thomadaki (sous la direction de), Mutations de l'Image. Art cinéma/vidéo/ordinateur, Paris, A.S.T.A.R.T.I., 1994
- Jean-Michel Bouhours (sous la direction de), L'Art du mouvement, collection cinématographique du Musée national d'art moderne (1919-1996), Centre Georges-Pompidou, Paris 1997
- (it + fr) Anne-Catherine Caron, Roland Sabatier, L'Anti-cinéma lettriste. Choix d'œuvres (1952-2009), Éditions ZeroGavita, Sordevolo, 2009
- Maria Klonaris/Katerina Thomadaki (sous la direction de), Pour une écologie des médias. Art cinéma/vidéo/ordinateur, Paris, A.S.T.A.R.T.I., 1998
- Maria Klonaris/Katerina Thomadaki, Manifestes 1976-2002, Cahier No 9, Éditions Paris Expérimental, 2003
- Jean-Michel Bouhours, Quel cinéma, Les Presses du réel & JPR|Ringier, 2010
- Nicole Brenez & Miles McKane (sous la direction de), Poétique de la couleur. Une histoire du cinéma expérimental. Anthologie, Auditorium du Louvre, Paris-Institut de l'image, Aix-en-Provence, 1995
- Nicole Brenez, Traitement du Lumpenprolétariat par le cinéma d'avant-garde, Séguier-Archimbaud, Paris, 2006 ||| Cinémas d'avant-garde, coll. Les Petits Cahiers, Cahiers du cinéma, Paris, 2007
- Nicole Brenez & Christian Lebrat (sous la direction de), Jeune, dure et pure ! Une histoire du cinéma d'avant-garde et expérimental en France, Cinémathèque française-Mazzotta, Paris, 2001[63].
- Patrick de Haas, Cinéma intégral. De la peinture au cinéma dans les années vingt, Transédition, Paris, 1985,
- Frédérique Devaux, Le Cinéma lettriste 1951-1991, Paris expérimental, 1992
- Noureddine Ghali, L'Avant-Garde cinématographique en France dans les années vingt, Éditions Paris expérimental, 1995
- Patrick de Haas, Cinéma absolu, Avant-garde 1920-1930, Mettray éditions, 2018
- Prosper Hillairet, Christian Lebrat & Patrice Rollet, Paris vu par le cinéma expérimental, ibid., 1985
- Peter Kubelka (sous la direction de), Une histoire du cinéma, éd. Centre Georges-Pompidou, Paris, 1976,
- Standish D. Lawder (en), The Cubist Cinema, collection Anthology Film Archives, New York University Press, 1975 // Le Cinéma cubiste, traduction française, de Christian Lebrat, Éditions Paris Expérimental, 1994
- Patrick Louguet et Fabien Maheu, Cinéma(s) et nouvelles technologies: : Continuités et ruptures créatives, L'Harmattan, 2011, 342 p. (lire en ligne)
- Jonas Mekas, Movie Journal. The Rise of the New American Cinema 1959-1971, Collins Books, New York, 1972 // Ciné journal. Un nouveau cinéma américain 1959-1971, traduction française et préface de Dominique Noguez, collection Classiques de l'avant-garde, Éditions Paris expérimental, 1992
- Philippe Alain Michaud (es) (sous la direction de), Le Mouvement des images, catalogue d’exposition, éd. Centre Georges-Pompidou, 2006
- Cécile Chich (sous la direction de), Klonaris/Thomadaki : Le cinéma corporel. Corps sublimes / Intersexe et intermédia, Paris, L'Harmattan, 2006
- Jean Mitry, Le Cinéma expérimental, histoire et perspectives, Seghers, Paris, 1974
- Dominique Noguez, Le Cinéma autrement, collection. 10/18, UGE, Paris, 1977 ; réédition. Collection 7e art, Éditions du Cerf, Paris, 1987 ||| Éloge du cinéma expérimental, éd. du Centre Georges-Pompidou, Paris, 1979, édition refondue et augmentée, Paris Expérimental, 1999 et 2010 ||| Trente ans de cinéma expérimental en France (1950/1980) , A.R.C.E.F., Paris, 1982 ||| Une renaissance du cinéma. Le cinéma « underground » américain, Méridiens-Klincksieck, Paris, 1985, réédition Paris Expérimental, 2002
- Dominique Noguez (sous la direction de), Cinéma : théories, lectures, numéro spécial de la Revue d'esthétique, Klincksieck, Paris, 1973 ; 2e édition revue et mise à jour, ibid., 1978
- A. L. Rees (en), A History of Experimental Film and Video, BFI Publishing, 2011
- P. Adams Sitney (en), Visionary Film. The American Avant Garde, 1943-1978, Oxford University Press, New York, 1974, 2e édition 1979 // Le Cinéma visionnaire : l'avant-garde américaine, édition française refondue et augmentée, Éditions Paris expérimental, 2002
- Roland Sabatier, « Anti-cinéma (lettriste) & Cinémas lointains (1964-1985) », en préface Du cinéma performatif, À propos du cinéma de Roland Sabatier d'Erik Bullot, Éditions Garage Cosmos, Bruxelles, 2014
- Amos Vogel (en), Film as a Subversive Art, Weidenfeld & Nicholson, Londres, Randon House, New York, 1974 // Le Cinéma art subversif, traduction de Claude Frégnac, Buchet/Chastel, Paris, 1977
- Dominique Willoughby,  Le Cinéma graphique, éditions Textuel, 2009
- Peter Weiss, Cinéma d'avant-garde, traduction de Catherine de Seynes, L'Arche, Paris, 1989
- Paul Young et Paul Duncan, Le Cinéma expérimental, Taschen, coll. « Film Séries », 2009 (ISBN 978-3-8228-3593-7)

#### Articles
- Dossier « Le Cinéma expérimental », dans les Cahiers du cinéma, hors-série no 4 (« Aux frontières du cinéma »), p. 80-95, janvier 2000
- Articles concernant le cinéma expérimental sur le site Calindex.eu[64].
- Olivier Agard, « Cinéma expérimental » (art.), dans Dictionnaire du monde germanique, (dir.: Élisabeth Décultot, Michel Espagne et Jacques Le Rider), Paris, Bayard, 2007, p. 334-335  (ISBN 9782227476523)

### Documentaires
- Cinémas de traverse, documentaire sur le cinéma expérimental sur quatre continents de Frédérique Devaux et Michel Amarger, 2010
- Free Radicals, une histoire du cinéma expérimental, documentaire de Pip Chodorov, 2010

#### Le cinéma dans l'art contemporain
- Art vidéo
- Art numérique
- Cremaster, cycle en cinq volets de Matthew Barney
- Isaac Julien
- Tim White-Sobieski
- Philippe Parreno
- Bill Viola
- Michael Snow
- Gary Hill
- Wang Bing notamment avec son film À l'ouest des rails

#### Bases de données et notices
- Ressource relative aux beaux-arts :   - Grove Art Online
- Ressource relative à la recherche :   - JSTOR
- Notices dans des dictionnaires ou encyclopédies généralistes :   - Den Store Danske Encyklopædi
  - L'Encyclopédie canadienne
- Notices d'autorité :   - BnF (données)
  - LCCN
  - GND
  - Japon
  - Israël
  - Tchéquie